# Katedra w Wells
Katedra w Wells (ang. Wells Cathedral, pełna nazwa Cathedral Church of St. Andrew, Kościół katedralny świętego Andrzeja) – katedra diecezji Bath i Wells Kościoła Anglii.
Budowa obecnego kościoła została rozpoczęta od wschodniego szczytu, w 1176 roku, i kontynuowano ją po konsekracji w 1239 roku, ale w latach 1190-1206 prace zostały przerwane. Projektant Adam Lock, fasada zachodnia zaprojektowana prawdopodobnie przez Thomasa Norreysa. W tym czasie powstały: nawa główna, fasada zachodnia (ale nie wieże), kruchta północna, transepty i część prezbiterium.  Diecezja Bath i Wells powstała w 1218 roku. Centralna wieża została rozpoczęta w 1315 roku i ukończona w 1322 roku. Zaprojektowana została przez Thomasa Witneya. Kaplica Najświętszej Maryi Panny (Lady Chapel) została rozpoczęta w 1323 roku i ukończona około 1326 roku. Zaprojektowana zapewne przez Thomasa Witneya. W tym czasie kaplica była budowlą wolnostojącą, znajdującą się na wschód od pierwotnego szczytu wschodniego. Prezbiterium zostało rozbudowane w 1330 roku, aby połączyć nową kaplicę Najświętszej Maryi Panny. Zostało zaprojektowane przez Thomasa Witneya, ale sklepienia wykonał  William Joy. W 1337 roku, po stwierdzeniu osiadania podłoża i pęknieć pod nową wieżą, zbudowano wielkie łuki i wykonano inne prace, aby uchronić katedrę przed zawaleniem. Łuki zostały zaprojektowane przez Williama Joya (znane są jako łuki sitowe). Południowo-zachodnia wieża została rozpoczęta w 1385 roku i zaprojektowana przez Williama Wynforda; ukończono ją około 1395 roku. Północno-zachodnia wieża została zbudowana w 1410 roku. W tym samym roku do okien nawy głównej dodano maswerk. Centralna wieża zniszczona przez pożar w 1439 roku. Naprawa i znaczna modyfikacja projektu (projektant nieznany) zakończona została około 1450. Kaplica Stillingtona w 1477 roku (w pewnej odległości od wschodniego kapitularza) zaprojektowana przez Williama Smytha, autora sklepienia na skrzyżowaniu naw. Kaplica została zburzona w 1552 roku.